# Alamo Lake, Arizona
Alamo Lake je naseljeno područje za statističke svrhe u američkoj saveznoj državi Arizona. Prema popisu stanovništva iz 2010. u njemu je živjelo 25 stanovnika.